# Manzanares el Real
Manzanares el Real – miasto w Hiszpanii we wspólnocie autonomicznej Madryt, leży 50 km na północ od Madrytu u podnóża gór Sierra de Guadarrama i nad sztucznym zbiornikiem wodnym utworzonym tu przez rzekę Manzanares. Piąte co do powierzchni miasto regionu (128,4 km²) z liczbą ludności 7,2 tys. mieszkańców.